# 쿤도두랄 타이지
쿤도두랄 타이지 또는 존도두랄 타이지(Жонду дурал Тайж, 昆都力莊兔 太子, ? ~ ?)는 몽골 제국 북원의 왕족으로, 몽골 대칸 다라이손 구텐 카안의 아들이며, 차하르부의 수령이다. 쿤도두랄 노얀 또는 존도두랄 노얀(Жонду дурал ноён), 쿤도두랄 칸(Жонду дурал хан)으로도 불린다. 호오치드부(Хуучид)의 초대 타이지이다. 중국 문헌에는 昆都力莊兔, 昆都力莊兔台吉로 나타나며 일부 문헌에는 그의 직책인 타이지를 잘못 번역한 다이징(大威正) 또는 자이투(莊禿)로 나타난다.

## 생애
쿤도두랄 또는 존도두랄의 출생년대는 알려진 것이 없다. 부얀 세첸 카안보다는 나이가 젊은 동생으로 나타난다. 그의 이름 쿤도 또는 존도는 유럽의 이름 요한 또는 존(Johan)에서 유래한 콘(Жон)과 몽골어로 뒤, 이후, 나중을 뜻하는 두(ду)의 조합어이다. 두랄(дурал)은 몽골어로 경막, 뜻, 의지, 의미 또는 욕구를 의미한다. 쿤도두랄의 초기 행적은 알려진 것이 없다. 중국 문헌에는 쿤도두랄(昆都力莊兔), 다이징(大威正), 자이투(莊禿)로 나타난다.
그의 직책은 노얀(ноён)이었으나 뒤에 타이지(Тайж)로 바뀌었다. 중국에서는 그의 직책인 타이지(Тайж, 太子)를 오해석하여 다이징(大威正)으로 기록한 문헌도 나타난다.
초기에 아버지 다라이손 구텐 카안을 따라 다싱안링산맥 동쪽으로 옮겨갔다. 우량카이 3위의 태녕위(泰寧衛), 복여위(福余衛)를 격파했다. 1579년 형 투멘 자사그투 칸이 랴오둥으 공격할 때, 그는 부얀 세첸 타이지, 거거추 타이지 등과 12만 병력을 이끌고 명나라 변경 랴오닝, 허베이성 을 공격했다. 그는 투메드부의 알탄 칸이 명나라를 공격, 봉공을 얻어내고 왕작과 통공을 청했으나 명나라 만력제는 이를 거절했다.
그는 곧 군사를 이끌고 광령위(현, 랴오닝 성 베이전시 일대)를 공격했다. 1580년 그는 투멘 자사그투 칸을 따라 산하이관 등을 공격했으나 석편 공격을 받고 패배했다.
1584년 그는 부얀 세첸 타이지, 부언 바하투르 등과 함께 랴오닝, 허베이성 일대를 공격하였다. 그해에 심양 일대를 공격했다. 1587년 그는 투멘 칸과 10만 명의 병력을 이끌고 광녕, 금주, 의주 등을 공략했다. 1590년 쿤도두랄은 부얀 세첸과 같이 랴오닝을 공격했으나 패배하고, 280명의 몽골 병력이 명나라 군대에 사로잡혀 노예로 팔려갔다.
다라이손 구텐 카안은 그가 정복한 태녕위(泰寧衛), 복여위(福余衛)의 땅을 그에게 주었다.
다라이손 구텐 카안은 동쪽으로 퇴각하면서 구 차하르부 영지에 대한 권한을 그에게 주고, 호오치드부(Хуучид)를 신설했다. 호오치드는 몽골어로 옛, 오래된이라는 뜻으로, 차하르부의 옛 땅을 가리킨다.